# Campeonato Europeu de Futebol de 2024
O Campeonato Europeu de Futebol de 2024, comumente referido como UEFA Euro 2024 ou simplesmente Euro 2024, foi a 17ª edição do Campeonato Europeu de Futebol, campeonato quadrienal de seleções europeias organizado pela União das Associações Europeias de Futebol (UEFA).
A Alemanha foi escolhida como anfitriã no dia 27 de setembro de 2018, quando a sua candidatura venceu a da Turquia. Foi a segunda vez que a Alemanha organizou o torneio. A primeira aconteceu em 1988 (edição vencida pela seleção dos Países Baixos). A Seleção Alemã ganhou o torneio três vezes (as duas primeiras como República Federal da Alemanha e a terceira como Alemanha unificada): em 1972, 1980 e 1996.

## Escolha de anfitriões
Em 8 de março de 2017, a UEFA confirmou que apenas Alemanha e Turquia enviaram as suas candidaturas até o prazo de 3 de março de 2017
A anfitriã foi escolhida em 27 de setembro de 2018 em Nyon, Suíça.
| País      | Votos |
| --------- | ----- |
| Alemanha  | 12    |
| Turquia   | 4     |
| Abstenção | 1     |
| Total     | 17    |

## Sedes
A Alemanha tinha uma vasta escolha de estádios que satisfaziam os requisitos de capacidade mínima da UEFA de 30 000 lugares para os jogos da Euro 2024.
Foram selecionados nove locais usados na Copa do Mundo FIFA de 2006: Berlim, Dortmund, Munique, Colónia , Estugarda, Hamburgo, Lípsia, Francoforte, Gelsenkirchen mais a cidade de Dusseldórfia, que não foi utilizada em 2006.
| Berlim             | Munique                                                                                          | Dortmund                                                                                         | Gelsenkirchen      |
| ------------------ | ------------------------------------------------------------------------------------------------ | ------------------------------------------------------------------------------------------------ | ------------------ |
| Estádio Olímpico   | Allianz Arena                                                                                    | Signal Iduna Park                                                                                | Veltins-Arena      |
| Capacidade: 74 461 | Capacidade: 70 076                                                                               | Capacidade: 65 849                                                                               | Capacidade: 54 740 |
|                    |                                                                                                  |                                                                                                  |                    |
| Stuttgart          | Berlim Munique Dortmund Gelsenk. Estugarda Hamburgo Dusseld. Colónia Francoforte do Meno Leipzig | Berlim Munique Dortmund Gelsenk. Estugarda Hamburgo Dusseld. Colónia Francoforte do Meno Leipzig | Hamburgo           |
| MHPArena           | Berlim Munique Dortmund Gelsenk. Estugarda Hamburgo Dusseld. Colónia Francoforte do Meno Leipzig | Berlim Munique Dortmund Gelsenk. Estugarda Hamburgo Dusseld. Colónia Francoforte do Meno Leipzig | Volksparkstadion   |
| Capacidade: 54 697 | Berlim Munique Dortmund Gelsenk. Estugarda Hamburgo Dusseld. Colónia Francoforte do Meno Leipzig | Berlim Munique Dortmund Gelsenk. Estugarda Hamburgo Dusseld. Colónia Francoforte do Meno Leipzig | Capacidade: 52 245 |
|                    | Berlim Munique Dortmund Gelsenk. Estugarda Hamburgo Dusseld. Colónia Francoforte do Meno Leipzig | Berlim Munique Dortmund Gelsenk. Estugarda Hamburgo Dusseld. Colónia Francoforte do Meno Leipzig |                    |
| Düsseldorf         | Colônia                                                                                          | Frankfurt                                                                                        | Leipzig            |
| Merkur Spiel-Arena | RheinEnergieStadion                                                                              | Deutsche Bank Park                                                                               | Red Bull Arena     |
| Capacidade: 51 031 | Capacidade: 49 827                                                                               | Capacidade: 48 387                                                                               | Capacidade: 42 959 |
|                    |                                                                                                  |                                                                                                  |                    |

## Acampamentos base da equipa
Cada equipa escolheu um “acampamento base” para a sua permanência entre os encontros. As equipas treinarão e residirão nestes locais durante todo o torneio, viajando para os jogos disputados fora das suas bases. O “acampamento base da equipa” precisa de ser na Alemanha.
| Equipe        | Campo de Base          | Campo de Treino               |
| ------------- | ---------------------- | ----------------------------- |
| Albânia       | Kamen                  | SportCentrum Kaiserau         |
| Alemanha      | Herzogenaurach         | Adidas Campus/HomeGround      |
| Áustria       | Berlim                 | Mommsenstadion                |
| Bélgica       | Ludwigsburg            | Wasenstadion                  |
| Chéquia       | Hamburgo               | Edmund-Plambeck-Stadion       |
| Croácia       | Neuruppin              | Volksparkstadion              |
| Dinamarca     | Freudenstadt           | Hermann-Saam-Stadion          |
| Escócia       | Garmisch-Partenkirchen | Stadion am Gröben             |
| Eslováquia    | Mogúncia               | Bruchwegstadion               |
| Eslovénia     | Wuppertal              | Stadion am Zoo                |
| Espanha       | Donaueschingen         | Der Öschberghof               |
| França        | Bad Lippspringe        | Home Deluxe Arena             |
| Geórgia       | Velbert                |                               |
| Hungria       | Weiler-Simmerberg      | Tannenhof Resort, Sport & Spa |
| Inglaterra    | Blankenhain            | Golfresort Weimarer Land      |
| Itália        | Iserlohn               |                               |
| Países Baixos | Wolfsburgo             | AOK Stadion                   |
| Polónia       | Hanôver                | Eilenriedestadion             |
| Portugal      | Harsewinkel            |                               |
| Roménia       | Vurzburgo              | Akon Arena                    |
| Sérvia        | Augsburgo              | Rosenaustadion                |
| Suíça         | Estugarda              | Gazi-Stadion auf der Waldau   |
| Turquia       | Barsinghausen          | Sporthotel Fuchsbachtal       |
| Ucrânia       | Wiesbaden              |                               |

## Qualificações

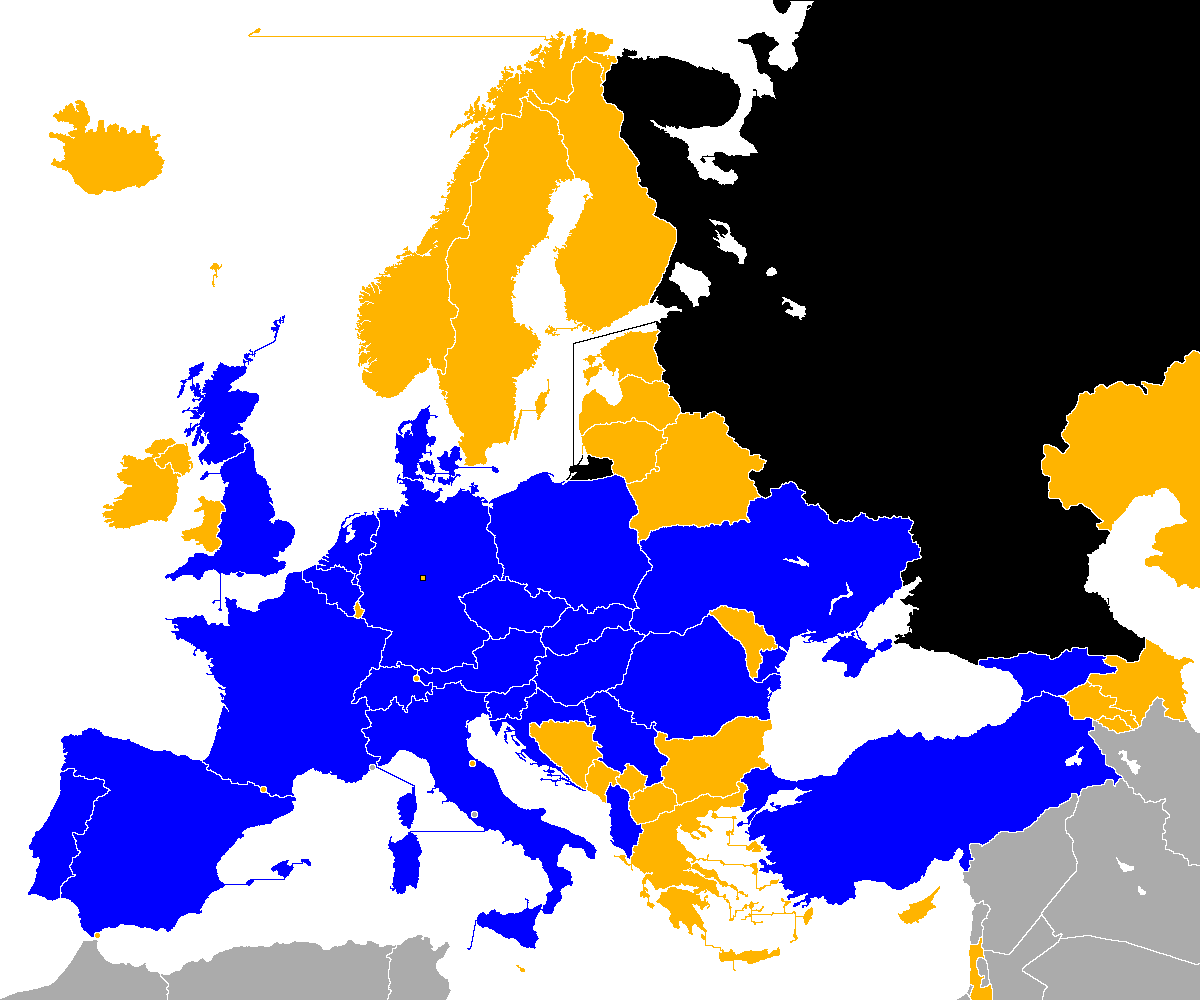
Seleção qualificada
A seleção não é membro
País suspenso
A seleção não se qualificou

As qualificações da UEFA Euro de 2024 foi uma competição de futebol disputada de março de 2023 a março de 2024 para determinar as 23 seleções masculinas membros da UEFA que se juntariam à equipa anfitriã automaticamente qualificada, a Alemanha. A competição esteve ligada à Liga das Nações da UEFA de 2022–23, tendo dado aos países um caminho secundário para se qualificarem para a fase de grupos.
Das 24 equipes classificadas para o torneio, 19 participaram da edição anterior, incluindo a atual campeã Itália e a vice-campeã Inglaterra, bem como a França, vice-campeã da Copa do Mundo de 2022, e a Croácia, medalhista de bronze. Portugal foi a única equipa que se qualificou com um registo impecável, enquanto França, Inglaterra, Bélgica, Hungria e Roménia também se classificaram sem perder.
Um total de 54 federações-membro da UEFA entraram no processo de qualificação. O sorteio para a fase de grupos de qualificação foi realizado no Festhalle, em Frankfurt, em 9 de outubro de 2022.

### Equipas qualificadas
Em negrito estão as edições em que a seleção foi campeã em itálico estão as edições em que a seleção foi anfitriã.
| País          | Método de qualificação       | Data de qualificação   | Participações                                                                     |
| ------------- | ---------------------------- | ---------------------- | --------------------------------------------------------------------------------- |
| Alemanha[a]   | Anfitriã                     | 27 de setembro de 2018 | 13 (1972, 1976, 1980, 1984, 1988, 1992, 1996, 2000, 2004, 2008, 2012, 2016, 2020) |
| Espanha       | Grupo A (Vencedora do grupo) | 15 de Outubro de 2023  | 10 (1964, 1980, 1984, 1988, 1996, 2000, 2004, 2008, 2012, 2016, 2020)             |
| Escócia       | Grupo A (2.º lugar do grupo) | 15 de Outubro de 2023  | 3 (1992, 1996, 2020)                                                              |
| França        | Grupo B (Vencedora do grupo) | 13 de Outubro de 2023  | 10 (1960, 1984, 1992, 1996, 2000, 2004, 2008, 2012, 2016, 2020)                   |
| Países Baixos | Grupo B (2.º lugar do grupo) | 18 de Novembro de 2023 | 10 (1976, 1980, 1988, 1992, 1996, 2000, 2004, 2008, 2012, 2020)                   |
| Inglaterra    | Grupo C (Vencedora do grupo) | 17 de Outubro de 2023  | 10 (1968, 1980, 1988, 1992, 1996, 2000, 2004, 2012, 2016, 2020)                   |
| Itália        | Grupo C (2.º lugar do grupo) | 17 de Outubro de 2023  | 10 (1968, 1980, 1988, 1996, 2000, 2004, 2008, 2012, 2016, 2020)                   |
| Turquia       | Grupo D (Vencedora do grupo) | 15 de Outubro de 2023  | 5 (1996, 2000, 2008, 2016, 2020)                                                  |
| Croácia       | Grupo D (2.º lugar do grupo) | 15 de Outubro de 2023  | 6 (1996, 2004, 2008, 2012, 2016, 2020)                                            |
| Albânia       | Grupo E (Vencedora do grupo) | 17 de Novembro de 2023 | 1 (2016)                                                                          |
| Chéquia       | Grupo E (2.º lugar do grupo) | 20 de Novembro de 2023 | 10 (1960, 1976, 1980, 1996, 2000, 2004, 2008, 2012, 2016, 2020)                   |
| Bélgica       | Grupo F (Vencedora do grupo) | 13 de Outubro de 2023  | 6 (1972, 1980, 1984, 2000, 2016, 2020)                                            |
| Áustria       | Grupo F (2.º lugar do grupo) | 16 de Outubro de 2023  | 3 (2008, 2016, 2020)                                                              |
| Hungria       | Grupo G (Vencedora do grupo) | 16 de Novembro de 2023 | 4 (1964, 1972, 2016, 2020)                                                        |
| Sérvia[b]     | Grupo G (2.º lugar do grupo) | 19 de Novembro de 2023 | 4 (1960, 1968, 1984, 2000)                                                        |
| Dinamarca     | Grupo H (Vencedora do grupo) | 17 de Novembro de 2023 | 9 (1964, 1984, 1988, 1992, 1996, 2000, 2004, 2012, 2020)                          |
| Eslovénia     | Grupo H (2.º lugar do grupo) | 20 de Novembro de 2023 | 1 (2000)                                                                          |
| Roménia       | Grupo I (Vencedora do grupo) | 18 de Novembro de 2023 | 5 (1960, 1968, 1976, 1984, 2000)                                                  |
| Suíça         | Grupo I (2.º lugar do grupo) | 18 de Novembro de 2023 | 5 (1996, 2004, 2008, 2016, 2020)                                                  |
| Portugal      | Grupo J (Vencedora do grupo) | 13 de Outubro de 2023  | 8 (1984, 1996, 2000, 2004, 2008, 2012, 2016, 2020)                                |
| Eslováquia    | Grupo J (2.º lugar do grupo) | 16 de Novembro de 2023 | 2 (2016, 2020)                                                                    |
| Polónia       | Vencedora do Caminho A       | 26 de março de 2024    | 4 (2008, 2012, 2016, 2020)                                                        |
| Ucrânia       | Vencedora do Caminho B       | 26 de março de 2024    | 3 (2012, 2016, 2020)                                                              |
| Geórgia       | Vencedora do Caminho C       | 26 de março de 2024    | 0 (estreia)                                                                       |

Notas
- [a] A Alemanha competiu no período de 1972–88 como Alemanha Ocidental.
- [b] Esta é a primeira participação da Sérvia no Campeonato da Europa como seleção independente. No entanto, a FIFA considera a Sérvia como a seleção sucessora da  Iugoslávia e da  Sérvia e Montenegro, que entre eles se classificaram em cinco ocasiões.

## Arbitragem
Em abril de 2024, 19 equipas de arbitragem foram selecionadas para arbitrar os 51 encontros do torneio, incluindo uma seleção argentina selecionada como parte de um acordo de cooperação entre as confederações UEFA e CONMEBOL.
| País          | Árbitro           | Assistente                                   | Mandante      | Visitante     | Etapa   |
| ------------- | ----------------- | -------------------------------------------- | ------------- | ------------- | ------- |
| Espanha       | Jesús Gil Manzano | Diego Barbero Sevilla Ángel Nevado Rodriguez | Áustria       | França        | Grupo D |
| Itália        | Marco Guida       | Filippo Meli Giorgio Peretti                 | Portugal      | Tchéquia      | Grupo F |
| Itália        | Marco Guida       | Filippo Meli Giorgio Peretti                 | França        | Polónia       | Grupo D |
| Roménia       | István Kovács     | Vasile Florin Marinescu Mihai Ovidiu Artene  | Eslovênia     | Sérvia        | Grupo C |
| Roménia       | István Kovács     | Vasile Florin Marinescu Mihai Ovidiu Artene  | Tchéquia      | Turquia       | Grupo F |
| Eslováquia    | Ivan Kružliak     | Branislav Hancko Jan Pozor                   | Escócia       | Suíça         | Grupo A |
| Eslováquia    | Ivan Kružliak     | Branislav Hancko Jan Pozor                   | Países Baixos | Áustria       | Grupo D |
| França        | François Letexier | Cyril Mugnier Mehdi Rahmouni                 | Croácia       | Albânia       | Grupo B |
| França        | François Letexier | Cyril Mugnier Mehdi Rahmouni                 | Dinamarca     | Sérvia        | Grupo C |
| França        | François Letexier | Cyril Mugnier Mehdi Rahmouni                 | Espanha       | Geórgia       | Oitavas |
| França        | François Letexier | Cyril Mugnier Mehdi Rahmouni                 | Espanha       | Inglaterra    | Final   |
| Países Baixos | Danny Makkelie    | Hessel Steegstra Jan de Vries                | Alemanha      | Hungria       | Grupo A |
| Países Baixos | Danny Makkelie    | Hessel Steegstra Jan de Vries                | Croácia       | Itália        | Grupo B |
| Polónia       | Szymon Marciniak  | Tomasz Listkiewicz Adam Kupsik               | Bélgica       | Romênia       | Grupo E |
| Polónia       | Szymon Marciniak  | Tomasz Listkiewicz Adam Kupsik               | Suíça         | Itália        | Oitavas |
| Turquia       | Halil Umut Meler  | Mustafa Emre Eyisoy Kerem Ersoy              | Bélgica       | Eslováquia    | Grupo E |
| Turquia       | Halil Umut Meler  | Mustafa Emre Eyisoy Kerem Ersoy              | Polónia       | Áustria       | Grupo D |
| Turquia       | Halil Umut Meler  | Mustafa Emre Eyisoy Kerem Ersoy              | Inglaterra    | Eslováquia    | Oitavas |
| Suécia        | Glenn Nyberg      | Mahbod Beigi Andreas Söderkvist              | Romênia       | Ucrânia       | Grupo E |
| Suécia        | Glenn Nyberg      | Mahbod Beigi Andreas Söderkvist              | Albânia       | Espanha       | Grupo B |
| Suécia        | Glenn Nyberg      | Mahbod Beigi Andreas Söderkvist              | França        | Bélgica       | Oitavas |
| Inglaterra    | Michael Oliver    | Stuart Burt Dan Cook                         | Espanha       | Croácia       | Grupo B |
| Inglaterra    | Michael Oliver    | Stuart Burt Dan Cook                         | Eslováquia    | Ucrânia       | Grupo E |
| Inglaterra    | Michael Oliver    | Stuart Burt Dan Cook                         | Alemanha      | Dinamarca     | Oitavas |
| Inglaterra    | Michael Oliver    | Stuart Burt Dan Cook                         | Portugal      | França        | Quartas |
| Itália        | Daniele Orsato    | Ciro Carbone Alessandro Giallatini           | Sérvia        | Inglaterra    | Grupo C |
| Itália        | Daniele Orsato    | Ciro Carbone Alessandro Giallatini           | Suíça         | Alemanha      | Grupo A |
| Itália        | Daniele Orsato    | Ciro Carbone Alessandro Giallatini           | Portugal      | Eslovênia     | Oitavas |
| Itália        | Daniele Orsato    | Ciro Carbone Alessandro Giallatini           | Inglaterra    | Suíça         | Quartas |
| Suíça         | Sandro Schärer    | Stéphane de Almeida Bekim Zogaj              | Eslovênia     | Dinamarca     | Grupo C |
| Suíça         | Sandro Schärer    | Stéphane de Almeida Bekim Zogaj              | Geórgia       | Portugal      | Grupo F |
| Alemanha      | Daniel Siebert    | Jan Seidel Rafael Foltyn                     | Geórgia       | Tchéquia      | Grupo F |
| Alemanha      | Daniel Siebert    | Jan Seidel Rafael Foltyn                     | Eslováquia    | Romênia       | Grupo E |
| Portugal      | Artur Soares Dias | Paulo Soares Pedro Ribeiro                   | Polónia       | Países Baixos | Grupo D |
| Portugal      | Artur Soares Dias | Paulo Soares Pedro Ribeiro                   | Dinamarca     | Inglaterra    | Grupo C |
| Portugal      | Artur Soares Dias | Paulo Soares Pedro Ribeiro                   | Áustria       | Turquia       | Oitavas |
| Inglaterra    | Anthony Taylor    | Gary Beswick Adam Nunn                       | Países Baixos | França        | Grupo D |
| Inglaterra    | Anthony Taylor    | Gary Beswick Adam Nunn                       | Ucrânia       | Bélgica       | Grupo E |
| Inglaterra    | Anthony Taylor    | Gary Beswick Adam Nunn                       | Espanha       | Alemanha      | Quartas |
| Argentina     | Facundo Tello     | Gabriel Chade Ezequiel Brailovsky            | Turquia       | Geórgia       | Grupo F |
| Argentina     | Facundo Tello     | Gabriel Chade Ezequiel Brailovsky            | Escócia       | Hungria       | Grupo A |
| França        | Clément Turpin    | Nicolas Danos Benjamin Pages                 | Alemanha      | Escócia       | Grupo A |
| França        | Clément Turpin    | Nicolas Danos Benjamin Pages                 | Inglaterra    | Eslovênia     | Grupo C |
| França        | Clément Turpin    | Nicolas Danos Benjamin Pages                 | Países Baixos | Turquia       | Quartas |
| Eslovênia     | Slavko Vinčić     | Tomaž Klančnik Andraž Kovačič                | Hungria       | Suíça         | Grupo A |
| Eslovênia     | Slavko Vinčić     | Tomaž Klančnik Andraž Kovačič                | Espanha       | Itália        | Grupo B |
| Eslovênia     | Slavko Vinčić     | Tomaž Klančnik Andraž Kovačič                | Espanha       | França        | Semi    |
| Alemanha      | Felix Zwayer      | Stefan Lupp Marco Achmüller                  | Itália        | Albânia       | Grupo B |
| Alemanha      | Felix Zwayer      | Stefan Lupp Marco Achmüller                  | Turquia       | Portugal      | Grupo F |
| Alemanha      | Felix Zwayer      | Stefan Lupp Marco Achmüller                  | Romênia       | Países Baixos | Oitavas |
| Alemanha      | Felix Zwayer      | Stefan Lupp Marco Achmüller                  | Países Baixos | Inglaterra    | Semi    |

Além disso, a UEFA anunciou vinte árbitros de vídeo e doze árbitros de apoio (que atuarão como quarto árbitro ou árbitro assistente reserva).
| País          | Árbitro(s)                                          |
| ------------- | --------------------------------------------------- |
| Inglaterra    | Stuart Attwell David Coote                          |
| França        | Jérôme Brisard Willy Delajod                        |
| Alemanha      | Bastian Dankert Christian Dingert Marco Fritz       |
| Itália        | Massimiliano Irrati Paolo Valeri                    |
| Países Baixos | Rob Dieperink Pol van Boekel                        |
| Polónia       | Bartosz Frankowski Tomasz Kwiatkowski               |
| Roménia       | Catalin Popa                                        |
| Eslovênia     | Nejc Kajtazovič                                     |
| Portugal      | Tiago Martins                                       |
| Espanha       | Alejandro Hernández Hernández Juan Martínez Munuera |
| Suíça         | Fedayi San                                          |
| Turquia       | Alper Ulusoy                                        |

| País                 | Quarto árbitro   | Árbitro assistente de substituição |
| -------------------- | ---------------- | ---------------------------------- |
| Bósnia e Herzegovina | Irfan Peljto     | Senad Ibrišimbegović               |
| Lituânia             | Donatas Rumšas   | Aleksandr Radiuš                   |
| Países Baixos        | Serdar Gözübüyük | Johan Balder                       |
| Noruega              | Espen Eskås      | Jan Erik Engan                     |
| Eslovénia            | Rade Obrenović   | Jure Praprotnik                    |
| Ucrânia              | Mykola Balakin   | Oleksandr Berkut                   |

## Sorteio
O sorteio da fase de grupos ocorreu no dia 2 de dezembro de 2023, às 18h00 CET, na Elbphilharmonie em Hamburgo. As equipas foram distribuídas de acordo com a classificação geral da Qualificação Europeia. A anfitriã Alemanha foi automaticamente colocada no pote 1 e colocada na posição A1. Os três vencedores do play-off não eram conhecidos no momento do sorteio, e as equipas participantes desses play-offs, programados para março de 2024, foram colocadas no pote 4 do sorteio.
- Pote 1: Alemanha (anfitriã), vencedores dos grupos classificados de 1 a 5
- Pote 2: Vencedores dos grupos classificados entre 6 e 10, segundos-lugares do grupo classificado em 1 (11 no geral)
- Pote 3: segundos-lugares do grupo classificados de 2 a 7 (12 a 17 no geral)
- Pote 4: segundos-lugares do grupo classificados de 8 a 10 (18 a 20 no geral), vencedores do play-off A – C (identidade desconhecida no momento do sorteio)

Se duas ou mais equipas estiverem empatadas em pontos ao final dos encontros da fase de grupos, serão aplicados os seguintes critérios de desempate:
1. Maior número de pontos obtidos nos encontros disputados entre as equipas em questão;
2. Saldo de golos superior resultante dos jogos disputados entre as equipas em questão;
3. Maior número de golos marcados nos encontros disputadas entre as equipas em questão;
4. Se, após a aplicação dos critérios 1 a 3, as equipas ainda tiverem classificação igual, os critérios 1 a 3 são reaplicados exclusivamente aos jogos entre as equipas que ainda estão empatadas para determinar a sua classificação final. [nota 1] Se este procedimento não conduzir a uma decisão, aplicam-se os critérios 5 a 10;
5. Saldo de golos superior em todas os encontros do grupo;
6. Maior número de golos marcados em todos os jogos do grupo;
7. Se na última jornada da fase de grupos duas equipas se enfrentarem e cada uma tiver o mesmo número de pontos, bem como o mesmo número de golos marcados e sofridos, e o placard terminar empatado no seu encontro, a sua classificação será determinada por uma disputa de grandes penalidades. (Este critério não é utilizado se mais de duas equipas tiverem o mesmo número de pontos.);
8. Menor total de pontos disciplinares em todas os encontros do grupo (1 ponto por um único cartão amarelo, 3 pontos por um cartão vermelho como consequência de dois cartões amarelos, 3 pontos por um cartão vermelho direto, 4 pontos por um cartão amarelo seguido de um cartão vermelho direto cartão);
9. Posição mais elevada na classificação geral da Qualificação Europeia, a menos que a comparação envolva a anfitriã Alemanha, caso em que será realizado um sorteio.

Em caso de empate a três por pontos, a aplicação dos três primeiros critérios só poderá desempate para uma das equipas, deixando as outras duas equipas ainda empatadas. Neste caso, o procedimento de desempate é retomado, desde o início, para as duas equipas que ainda estão empatadas.

### Potes
| Pote 1                                                               | Pote 2                                                        | Pote 3                                                                  | Pote 4                                                  |
| -------------------------------------------------------------------- | ------------------------------------------------------------- | ----------------------------------------------------------------------- | ------------------------------------------------------- |
| - Alemanha (A1) - Portugal - França - Espanha - Bélgica - Inglaterra | - Hungria - Turquia - Romênia - Dinamarca - Albânia - Áustria | - Países Baixos - Escócia - Croácia - Eslovênia - Eslováquia - Tchéquia | - Itália - Sérvia - Suíça - Polónia - Ucrânia - Geórgia |

## Fase de grupos
A UEFA anunciou o calendário do torneio a 10 de maio de 2022, que incluía apenas os horários de início do jogo de abertura, meias-finais e final.
Os vencedores dos grupos, os segundos classificados e os quatro melhores terceiros classificados avançam para os oitavas de final.
Todos os horários são locais, CEST (UTC+2).

### Grupo A
| Pos | Equipe       | Pts | J | V | E | D | GP | GC | SG | Classificado     |
| --- | ------------ | --- | - | - | - | - | -- | -- | -- | ---------------- |
| 1   | Alemanha (H) | 7   | 3 | 2 | 1 | 0 | 8  | 2  | +6 | Oitavas de final |
| 2   | Suíça        | 5   | 3 | 1 | 2 | 0 | 5  | 3  | +2 | Oitavas de final |
| 3   | Hungria      | 3   | 3 | 1 | 0 | 2 | 2  | 5  | −3 | Eliminado        |
| 4   | Escócia      | 1   | 3 | 0 | 1 | 2 | 2  | 7  | −5 | Eliminado        |

### Grupo B
| Pos | Equipe  | Pts | J | V | E | D | GP | GC | SG | Classificado     |
| --- | ------- | --- | - | - | - | - | -- | -- | -- | ---------------- |
| 1   | Espanha | 9   | 3 | 3 | 0 | 0 | 5  | 0  | +5 | Oitavas de final |
| 2   | Itália  | 4   | 3 | 1 | 1 | 1 | 3  | 3  | 0  | Oitavas de final |
| 3   | Croácia | 2   | 3 | 0 | 2 | 1 | 3  | 6  | −3 | Eliminado        |
| 4   | Albânia | 1   | 3 | 0 | 1 | 2 | 3  | 5  | −2 | Eliminado        |

### Grupo C
| Pos | Equipe     | Pts | J | V | E | D | GP | GC | SG | Classificado     |
| --- | ---------- | --- | - | - | - | - | -- | -- | -- | ---------------- |
| 1   | Inglaterra | 5   | 3 | 1 | 2 | 0 | 2  | 1  | +1 | Oitavas de final |
| 2   | Dinamarca  | 3   | 3 | 0 | 3 | 0 | 2  | 2  | 0  | Oitavas de final |
| 3   | Eslovênia  | 3   | 3 | 0 | 3 | 0 | 2  | 2  | 0  | Oitavas de final |
| 4   | Sérvia     | 2   | 3 | 0 | 2 | 1 | 1  | 2  | −1 | Eliminado        |

1. 1 2  Pontos disciplinares: Dinamarca −6, Eslovênia −7.

### Grupo D
| Pos | Equipe        | Pts | J | V | E | D | GP | GC | SG | Classificado     |
| --- | ------------- | --- | - | - | - | - | -- | -- | -- | ---------------- |
| 1   | Áustria       | 6   | 3 | 2 | 0 | 1 | 6  | 4  | +2 | Oitavas de final |
| 2   | França        | 5   | 3 | 1 | 2 | 0 | 2  | 1  | +1 | Oitavas de final |
| 3   | Países Baixos | 4   | 3 | 1 | 1 | 1 | 4  | 4  | 0  | Oitavas de final |
| 4   | Polónia       | 1   | 3 | 0 | 1 | 2 | 3  | 6  | −3 | Eliminado        |

### Grupo E
| Pos | Equipe     | Pts | J | V | E | D | GP | GC | SG | Classificado     |
| --- | ---------- | --- | - | - | - | - | -- | -- | -- | ---------------- |
| 1   | Romênia    | 4   | 3 | 1 | 1 | 1 | 4  | 3  | +1 | Oitavas de final |
| 2   | Bélgica    | 4   | 3 | 1 | 1 | 1 | 2  | 1  | +1 | Oitavas de final |
| 3   | Eslováquia | 4   | 3 | 1 | 1 | 1 | 3  | 3  | 0  | Oitavas de final |
| 4   | Ucrânia    | 4   | 3 | 1 | 1 | 1 | 2  | 4  | −2 | Eliminado        |

### Grupo F
| Pos | Equipe   | Pts | J | V | E | D | GP | GC | SG | Classificado     |
| --- | -------- | --- | - | - | - | - | -- | -- | -- | ---------------- |
| 1   | Portugal | 6   | 3 | 2 | 0 | 1 | 5  | 3  | +2 | Oitavas de final |
| 2   | Turquia  | 6   | 3 | 2 | 0 | 1 | 5  | 5  | 0  | Oitavas de final |
| 3   | Geórgia  | 4   | 3 | 1 | 1 | 1 | 4  | 4  | 0  | Oitavas de final |
| 4   | Tchéquia | 1   | 3 | 0 | 1 | 2 | 3  | 5  | −2 | Eliminado        |

### Melhores terceiros colocados
| Pos | Grp | Equipe        | Pts | J | V | E | D | GP | GC | SG | Classificado     |
| --- | --- | ------------- | --- | - | - | - | - | -- | -- | -- | ---------------- |
| 1   | D   | Países Baixos | 4   | 3 | 1 | 1 | 1 | 4  | 4  | 0  | Oitavas de final |
| 2   | F   | Geórgia       | 4   | 3 | 1 | 1 | 1 | 4  | 4  | 0  | Oitavas de final |
| 3   | E   | Eslováquia    | 4   | 3 | 1 | 1 | 1 | 3  | 3  | 0  | Oitavas de final |
| 4   | C   | Eslovênia     | 3   | 3 | 0 | 3 | 0 | 2  | 2  | 0  | Oitavas de final |
| 5   | A   | Hungria       | 3   | 3 | 1 | 0 | 2 | 2  | 5  | −3 | Eliminado        |
| 6   | B   | Croácia       | 2   | 3 | 0 | 2 | 1 | 3  | 6  | −3 | Eliminado        |

1. 1 2  Pontos disciplinares: Países Baixos −2, Geórgia −6.

## Fase final
Os confrontos específicos envolvendo os terceiros colocados dependiam de quais quatro terceiros colocados se classificassem para os oitavos de final:
| Terceiros colocados classificam-se nos grupos | Terceiros colocados classificam-se nos grupos | Terceiros colocados classificam-se nos grupos | Terceiros colocados classificam-se nos grupos | Terceiros colocados classificam-se nos grupos | Terceiros colocados classificam-se nos grupos |    | 1B vs | 1C vs | 1E vs | 1F vs |
| --------------------------------------------- | --------------------------------------------- | --------------------------------------------- | --------------------------------------------- | --------------------------------------------- | --------------------------------------------- | -- | ----- | ----- | ----- | ----- |
| A                                             | B                                             | C                                             | D                                             |                                               |                                               | 3A | 3D    | 3B    | 3C    |       |
| A                                             | B                                             | C                                             |                                               | E                                             |                                               | 3A | 3E    | 3B    | 3C    |       |
| A                                             | B                                             | C                                             |                                               |                                               | F                                             | 3A | 3F    | 3B    | 3C    |       |
| A                                             | B                                             |                                               | D                                             | E                                             |                                               | 3D | 3E    | 3A    | 3B    |       |
| A                                             | B                                             |                                               | D                                             |                                               | F                                             | 3D | 3F    | 3A    | 3B    |       |
| A                                             | B                                             |                                               |                                               | E                                             | F                                             | 3E | 3F    | 3B    | 3A    |       |
| A                                             |                                               | C                                             | D                                             | E                                             |                                               | 3E | 3D    | 3C    | 3A    |       |
| A                                             |                                               | C                                             | D                                             |                                               | F                                             | 3F | 3D    | 3C    | 3A    |       |
| A                                             |                                               | C                                             |                                               | E                                             | F                                             | 3E | 3F    | 3C    | 3A    |       |
| A                                             |                                               |                                               | D                                             | E                                             | F                                             | 3E | 3F    | 3D    | 3A    |       |
|                                               | B                                             | C                                             | D                                             | E                                             |                                               | 3E | 3D    | 3B    | 3C    |       |
|                                               | B                                             | C                                             | D                                             |                                               | F                                             | 3F | 3D    | 3C    | 3B    |       |
|                                               | B                                             | C                                             |                                               | E                                             | F                                             | 3F | 3E    | 3C    | 3B    |       |
|                                               | B                                             |                                               | D                                             | E                                             | F                                             | 3F | 3E    | 3D    | 3B    |       |
|                                               |                                               | C                                             | D                                             | E                                             | F                                             | 3F | 3E    | 3D    | 3C    |       |

Todas as horas são locais, em CEST (UTC+2).

### Esquema
|  | Oitavas de final            | Oitavas de final        |                        |       | Quartas de final | Quartas de final |  |  | Semifinais | Semifinais |  |  | Final | Final |
|  |                             |                         |                        |       |                  |                  |  |  |            |            |  |  |       |       |
|  | 30 de junho – Colônia       |                         |                        |       |                  |                  |  |  |            |            |  |  |       |       |
|  |                             |                         |                        |       |                  |                  |  |  |            |            |  |  |       |       |
|  | Espanha                     | 4                       |                        |       |                  |                  |  |  |            |            |  |  |       |       |
|  | Espanha                     | 4                       | 5 de julho – Stuttgart |       |                  |                  |  |  |            |            |  |  |       |       |
|  | Geórgia                     | 1                       |                        |       |                  |                  |  |  |            |            |  |  |       |       |
|  | Geórgia                     | 1                       | Espanha (pro)          | 2     |                  |                  |  |  |            |            |  |  |       |       |
|  | 29 de junho – Dortmund      |                         | Espanha (pro)          | 2     |                  |                  |  |  |            |            |  |  |       |       |
|  |                             | Alemanha                | 1                      |       |                  |                  |  |  |            |            |  |  |       |       |
|  | Alemanha                    | Alemanha                | 1                      | 2     |                  |                  |  |  |            |            |  |  |       |       |
|  | Alemanha                    |                         | 9 de julho – Munique   | 2     |                  |                  |  |  |            |            |  |  |       |       |
|  | Dinamarca                   | 0                       |                        |       |                  |                  |  |  |            |            |  |  |       |       |
|  | Dinamarca                   | 0                       | Espanha                | 2     |                  |                  |  |  |            |            |  |  |       |       |
|  | 1 de julho – Frankfurt      |                         | Espanha                | 2     |                  |                  |  |  |            |            |  |  |       |       |
|  |                             | França                  | 1                      |       |                  |                  |  |  |            |            |  |  |       |       |
|  | Portugal (pen)              | França                  | 1                      | 0 (3) |                  |                  |  |  |            |            |  |  |       |       |
|  | Portugal (pen)              | 5 de julho – Hamburgo   |                        | 0 (3) |                  |                  |  |  |            |            |  |  |       |       |
|  | Eslovênia                   | 0 (0)                   |                        |       |                  |                  |  |  |            |            |  |  |       |       |
|  | Eslovênia                   | 0 (0)                   | Portugal               | 0 (3) |                  |                  |  |  |            |            |  |  |       |       |
|  | 1 de julho – Düsseldorf     |                         | Portugal               | 0 (3) |                  |                  |  |  |            |            |  |  |       |       |
|  |                             | França (pen)            | 0 (5)                  |       |                  |                  |  |  |            |            |  |  |       |       |
|  | França                      | França (pen)            | 0 (5)                  | 1     |                  |                  |  |  |            |            |  |  |       |       |
|  | França                      |                         | 14 de julho – Berlim   | 1     |                  |                  |  |  |            |            |  |  |       |       |
|  | Bélgica                     | 0                       |                        |       |                  |                  |  |  |            |            |  |  |       |       |
|  | Bélgica                     | 0                       | Espanha                | 2     |                  |                  |  |  |            |            |  |  |       |       |
|  | 2 de julho – Munique        |                         | Espanha                | 2     |                  |                  |  |  |            |            |  |  |       |       |
|  |                             | Inglaterra              | 1                      |       |                  |                  |  |  |            |            |  |  |       |       |
|  | Romênia                     | Inglaterra              | 1                      | 0     |                  |                  |  |  |            |            |  |  |       |       |
|  | Romênia                     | 6 de julho – Berlim     |                        | 0     |                  |                  |  |  |            |            |  |  |       |       |
|  | Países Baixos               | 3                       |                        |       |                  |                  |  |  |            |            |  |  |       |       |
|  | Países Baixos               | 3                       | Países Baixos          | 2     |                  |                  |  |  |            |            |  |  |       |       |
|  | 2 de julho – Leipzig        |                         | Países Baixos          | 2     |                  |                  |  |  |            |            |  |  |       |       |
|  |                             | Turquia                 | 1                      |       |                  |                  |  |  |            |            |  |  |       |       |
|  | Áustria                     | Turquia                 | 1                      | 1     |                  |                  |  |  |            |            |  |  |       |       |
|  | Áustria                     |                         | 10 de julho – Dortmund | 1     |                  |                  |  |  |            |            |  |  |       |       |
|  | Turquia                     | 2                       |                        |       |                  |                  |  |  |            |            |  |  |       |       |
|  | Turquia                     | 2                       | Países Baixos          | 1     |                  |                  |  |  |            |            |  |  |       |       |
|  | 30 de junho – Gelsenkirchen |                         | Países Baixos          | 1     |                  |                  |  |  |            |            |  |  |       |       |
|  |                             | Inglaterra              | 2                      |       |                  |                  |  |  |            |            |  |  |       |       |
|  | Inglaterra (pro)            | Inglaterra              | 2                      | 2     |                  |                  |  |  |            |            |  |  |       |       |
|  | Inglaterra (pro)            | 6 de julho – Düsseldorf |                        | 2     |                  |                  |  |  |            |            |  |  |       |       |
|  | Eslováquia                  | 1                       |                        |       |                  |                  |  |  |            |            |  |  |       |       |
|  | Eslováquia                  | 1                       | Inglaterra (pen)       | 1 (5) |                  |                  |  |  |            |            |  |  |       |       |
|  | 29 de junho – Berlim        |                         | Inglaterra (pen)       | 1 (5) |                  |                  |  |  |            |            |  |  |       |       |
|  |                             | Suíça                   | 1 (3)                  |       |                  |                  |  |  |            |            |  |  |       |       |
|  | Suíça                       | Suíça                   | 1 (3)                  | 2     |                  |                  |  |  |            |            |  |  |       |       |
|  | Suíça                       |                         |                        | 2     |                  |                  |  |  |            |            |  |  |       |       |
|  | Itália                      | 0                       |                        |       |                  |                  |  |  |            |            |  |  |       |       |
|  | Itália                      | 0                       |                        |       |                  |                  |  |  |            |            |  |  |       |       |

### Oitavas de final
| 29 de junho de 2024 | Suíça                    | 2 – 0     | Itália | Estádio Olímpico, Berlim                      |
| 18:00               | Freuler 37' · Vargas 46' | Relatório |        | Público: 68 172 Árbitro: POL Szymon Marciniak |

| 29 de junho de 2024 | Alemanha                        | 2 – 0     | Dinamarca | Signal Iduna Park, Dortmund                 |
| 21:00               | Havertz 53' (pen) · Musiala 68' | Relatório |           | Público: 61 612 Árbitro: ENG Michael Oliver |

| 30 de junho de 2024 | Inglaterra                  | 2 – 1 (pro) | Eslováquia  | Veltins-Arena, Gelsenkirchen                  |
| 18:00               | Bellingham 90+5' · Kane 91' | Relatório   | Schranz 25' | Público: 47 244 Árbitro: TUR Halil Umut Meler |

| 30 de junho de 2024 | Espanha                                             | 4 – 1     | Geórgia               | RheinEnergieStadion, Colônia                   |
| 21:00               | Rodri 39' · Ruiz 51' · Williams 75' · Dani Olmo 83' | Relatório | Le Normand 18' (g.c.) | Público: 42 233 Árbitro: FRA François Letexier |

| 1 de julho de 2024 | França                | 1 – 0     | Bélgica | Merkur Spiel-Arena, Düsseldorf            |
| 18:00              | Vertonghen 85' (g.c.) | Relatório |         | Público: 46 810 Árbitro: SWE Glenn Nyberg |

| 1 de julho de 2024 | Portugal | 0 – 0 (pro) | Eslovênia | Deutsche Bank Park, Frankfurt               |
| 21:00              |          | Relatório   |           | Público: 46 576 Árbitro: ITA Daniele Orsato |

|                            |       | Penalidades            |  |
| Ronaldo Fernandes B. Silva | 3 – 0 | Iličić Balkovec Verbič |  |

| 2 de julho de 2024 | Romênia | 0 – 3     | Países Baixos                | Allianz Arena, Munique                    |
| 18:00              |         | Relatório | Gakpo 20' · Malen 83', 90+3' | Público: 65 012 Árbitro: GER Felix Zwayer |

| 2 de julho de 2024 | Áustria         | 1 – 2     | Turquia         | Red Bull Arena, Leipzig                        |
| 21:00              | Gregoritsch 66' | Relatório | Demiral 1', 59' | Público: 38 305 Árbitro: POR Artur Soares Dias |

### Quartas de final
| 5 de julho de 2024 | Espanha                | 2 – 1 (pro) | Alemanha  | MHPArena, Stuttgart                         |
| 18:00              | Olmo 51' · Merino 119' | Relatório   | Wirtz 89' | Público: 54 000 Árbitro: ENG Anthony Taylor |

| 5 de julho de 2024 | Portugal | 0 – 0 (pro) | França | Volksparkstadion, Hamburgo                  |
| 21:00              |          | Relatório   |        | Público: 47 789 Árbitro: ENG Michael Oliver |

|                                         |       | Penalidades                             |  |
| Ronaldo B. Silva João Félix Nuno Mendes | 3 – 5 | Dembélé Fofana Koundé Barcola Hernández |  |

| 6 de julho de 2024 | Inglaterra | 1 – 1 (pro) | Suíça      | Merkur Spiel-Arena, Düsseldorf              |
| 18:00              | Saka 80'   | Relatório   | Embolo 75' | Público: 46 907 Árbitro: ITA Daniele Orsato |

|                                               |       | Penalidades                  |  |
| Palmer Bellingham Saka Toney Alexander-Arnold | 5 – 3 | Akanji Schär Shaqiri Amdouni |  |

| 6 de julho de 2024 | Países Baixos                   | 2 – 1     | Turquia     | Estádio Olímpico, Berlim                    |
| 21:00              | de Vrij 70' · Müldür 76' (g.c.) | Relatório | Akaydin 35' | Público: 70 091 Árbitro: FRA Clément Turpin |

### Semi-finais
| 9 de julho de 2024 | Espanha              | 2 – 1     | França        | Allianz Arena, Munique                     |
| 21:00              | Yamal 21' · Olmo 25' | Relatório | Kolo Muani 9' | Público: 62 042 Árbitro: SVN Slavko Vinčić |

| 10 de julho de 2024 | Países Baixos  | 1 – 2     | Inglaterra                   | Signal Iduna Park, Dortmund               |
| 21:00               | Xavi Simons 7' | Relatório | Kane 18' (pen) · Watkins 90' | Público: 60 926 Árbitro: GER Felix Zwayer |

### Final
| 14 de julho | Espanha                      | 2 – 1     | Inglaterra | Estádio Olímpico, Berlim                       |
| 21:00       | Williams 47' · Oyarzabal 86' | Relatório | Palmer 73' | Público: 65 600 Árbitro: FRA François Letexier |

| '' | Espanha | Inglaterra | '' |

## Estatísticas

### Melhores marcadores

#### 3 gols(6)
- ENG Harry Kane
- ESP Dani Olmo
- GEO Georges Mikautadze
- GER Jamal Musiala
- NED Cody Gakpo
- SVK Ivan Schranz

#### 2 gols(11)
- ENG Jude Bellingham
- ESP Dani Carvajal
- ESP Fabián Ruiz
- ESP Nico Williams
- GER Florian Wirtz
- GER Kai Havertz
- GER Niclas Füllkrug
- NED Donyell Malen
- ROU Răzvan Marin
- SUI Breel Embolo
- TUR Merih Demiral

#### 1 gol(68)
- ALB Klaus Gjasula
- ALB Nedim Bajrami
- ALB Qazim Laçi
- AUT Christoph Baumgartner
- AUT Gernot Trauner
- AUT Marcel Sabitzer
- AUT Marko Arnautović
- AUT Michael Gregoritsch
- AUT Romano Schmid
- BEL Kevin De Bruyne
- BEL Youri Tielemans
- CRO Andrej Kramarić
- CRO Luka Modrić
- CZE Lukáš Provod
- CZE Patrik Schick
- CZE Tomáš Souček
- DEN Christian Eriksen
- DEN Morten Hjulmand
- ENG Bukayo Saka
- ENG Cole Palmer
- ENG Ollie Watkins
- ESP Álvaro Morata
- ESP Ferran Torres
- ESP Lamine Yamal
- ESP Mikel Merino
- ESP Mikel Oyarzabal
- FRA Kylian Mbappé
- FRA Randal Kolo Muani
- GEO Khvicha Kvaratskhelia
- GER Emre Can
- GER İlkay Gündoğan
- HUN Barnabás Varga
- HUN Kevin Csoboth
- ITA Alessandro Bastoni
- ITA Mattia Zaccagni
- ITA Nicolò Barella
- NED Memphis Depay
- NED Stefan de Vrij
- NED Xavi Simons
- NED Wout Weghorst
- POL Adam Buksa
- POL Krzysztof Piątek
- POL Robert Lewandowski
- POR Bernardo Silva
- POR Bruno Fernandes
- POR Francisco Conceição
- ROU Denis Drăguș
- ROU Nicolae Stanciu
- SCO Scott McTominay
- SRB Luka Jović
- SVK Ondrej Duda
- SVN Erik Janža
- SVN Žan Karničnik
- SUI Dan Ndoye
- SUI Kwadwo Duah
- SUI Michel Aebischer
- SUI Remo Freuler
- SUI Ruben Vargas
- SUI Xherdan Shaqiri
- TUR Arda Güler
- TUR Cenk Tosun
- TUR Hakan Çalhanoğlu
- TUR Kerem Aktürkoğlu
- TUR Mert Müldür
- TUR Samet Akaydín
- UKR Mykola Shaparenko
- UKR Roman Yaremchuk

#### Gols-contra(auto-golos)(11)
- ALB Klaus Gjasula (para Croácia)
- AUT Maximilian Wöber (para França)
- BEL Jan Vertonghen (para França)
- CZE Robin Hranáč (para Portugal)
- ESP Robin Le Normand (para Geórgia)
- FRA Jules Koundé (para Espanha)
- GER Antonio Rüdiger (para Escócia)
- ITA Riccardo Calafiori (para a Espanha)
- NED Donyell Malen (para a Áustria)
- TUR Mert Müldür (para Países Baixos)
- TUR Samet Akaydin (para Portugal)

## Classificação final
A classificação final é determinada através da fase em que a seleção alcançou e a sua pontuação, levando em conta os critérios de desempate e os resultados dos jogos. Para estatísticas, partidas decididas na prorrogação são contadas como vitória ou derrota e partidas decididas em disputa por pênaltis são contadas como empate.
| Pos.                            | Seleção       | Gr | Pts | J | V | E | D | GP | GC | SG  |
| ------------------------------- | ------------- | -- | --- | - | - | - | - | -- | -- | --- |
| Final                           |               |    |     |   |   |   |   |    |    |     |
| 1                               | Espanha       | B  | 21  | 7 | 7 | 0 | 0 | 15 | 4  | +11 |
| 2                               | Inglaterra    | C  | 12  | 7 | 3 | 3 | 1 | 8  | 6  | +2  |
| Eliminados nas semifinais       |               |    |     |   |   |   |   |    |    |     |
| 3                               | Países Baixos | D  | 10  | 6 | 3 | 1 | 2 | 10 | 7  | +3  |
| 4                               | França        | D  | 9   | 6 | 2 | 3 | 1 | 4  | 3  | +1  |
| Eliminados nas quartas de final |               |    |     |   |   |   |   |    |    |     |
| 5                               | Alemanha      | A  | 10  | 5 | 3 | 1 | 1 | 11 | 3  | +7  |
| 6                               | Suíça         | A  | 9   | 5 | 2 | 3 | 0 | 8  | 4  | +4  |
| 7                               | Turquia       | F  | 9   | 5 | 3 | 0 | 2 | 8  | 8  | 0   |
| 8                               | Portugal      | F  | 8   | 5 | 2 | 2 | 1 | 5  | 3  | +2  |
| Eliminados nas oitavas de final |               |    |     |   |   |   |   |    |    |     |
| 9                               | Áustria       | D  | 6   | 4 | 2 | 0 | 2 | 7  | 6  | +1  |
| 10                              | Bélgica       | E  | 4   | 4 | 1 | 1 | 2 | 2  | 2  | 0   |
| 11                              | Eslovênia     | C  | 4   | 4 | 0 | 4 | 0 | 2  | 2  | 0   |
| 12                              | Eslováquia    | E  | 4   | 4 | 1 | 1 | 2 | 4  | 5  | –1  |
| 13                              | Romênia       | E  | 4   | 4 | 1 | 1 | 2 | 4  | 6  | –2  |
| 14                              | Itália        | B  | 4   | 4 | 1 | 1 | 2 | 3  | 5  | –2  |
| 15                              | Geórgia       | F  | 4   | 4 | 1 | 1 | 2 | 5  | 8  | –3  |
| 16                              | Dinamarca     | C  | 3   | 4 | 0 | 3 | 1 | 2  | 4  | –2  |
| Eliminados na fase de grupos    |               |    |     |   |   |   |   |    |    |     |
| 17                              | Ucrânia       | E  | 4   | 3 | 1 | 1 | 1 | 2  | 4  | –2  |
| 18                              | Hungria       | A  | 3   | 3 | 1 | 0 | 2 | 2  | 5  | –3  |
| 19                              | Sérvia        | C  | 2   | 3 | 0 | 2 | 1 | 1  | 2  | –1  |
| 20                              | Croácia       | B  | 2   | 3 | 0 | 2 | 1 | 3  | 6  | –3  |
| 21                              | Albânia       | B  | 1   | 3 | 0 | 1 | 2 | 3  | 5  | –2  |
| 22                              | Tchéquia      | F  | 1   | 3 | 0 | 1 | 2 | 3  | 5  | –2  |
| 23                              | Polónia       | D  | 1   | 3 | 0 | 1 | 2 | 3  | 6  | –3  |
| 24                              | Escócia       | A  | 1   | 3 | 0 | 1 | 2 | 2  | 7  | –5  |

## Transmissão televisiva

### Portugal
Em Portugal, todos os 51 encontros foram transmitidos pelo canal pago Sport TV, dos quais 29 foram em emissão em exclusivo. Os canais RTP, SIC e TVI também transmitiram 22 encontros em sinal aberto.

### Brasil
No Brasil, a TV Globo exibiu cinco partidas, sendo um por cada rodada em sinal aberto. Pela TV por assinatura, a cobertura ficou a cargo do SporTV, enquanto no streaming a responsabilidade foi da produtora LiveMode, sendo repassado para o canal esportivo CazéTV, do YouTube, com as duas mídias se revezando com 25 partidas cada. Ambas transmitiram a grande final.